# Dave Allen (comediante)

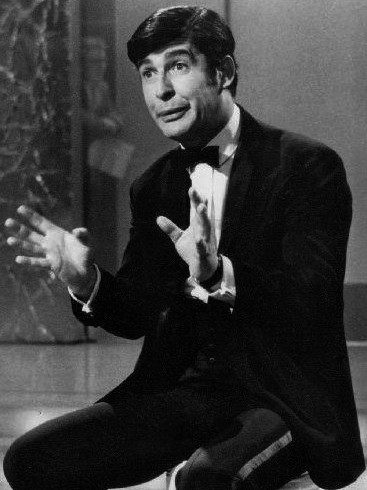
Allen en 1968

David Allen (6 de julio de 1936-10 de marzo de 2005) fue un humorista y actor irlandés, conocido por su humor de observación, y por una técnica y estilo que influyeron en los jóvenes humoristas británicos.

## Biografía

### Inicios
Su verdadero nombre era David Tynan O'Mahony, y nació en Dublín, Irlanda, siendo su padre un irlandés y su madre una inglesa. Su padre, Gerard "Cully" Tynan O'Mahony, era editor de The Irish Times y sobrino de la escritora Katharine Tynan, mientras que su madre, Jean Archer, era ama de casa. Junto a sus hermanos y a su madre, vivió 18 meses en Keenagh tras dejar Dublín a causa de los bombardeos durante la Segunda Guerra Mundial en 1941. Posteriormente volvió a su ciudad natal, viviendo en una casa en Cherryfield. Allen fue educado en el Newbridge College, en el Terenure College y en la Catholic University School. Su padre falleció cuando él tenía doce años de edad, decidiendo su madre mudarse con la familia a Inglaterra dos años más tarde.

### Carrera
Allen inicialmente siguió los pasos de su padre como periodista, trabajando primero en el Drogheda Argus, pero a los 19 años fue a Fleet Street, Londres. En Londres probó suerte con diferentes ocupaciones antes de trabajar para la empresa Butlins en Skegness, donde se ocupaba también John Chilton. Al final de cada temporada veraniega actuaba en clubs de estriptis, y en los siguientes cuatro años se ocupó en diferentes teatros y clubs. Cambió su apellido artístico por "Allen" por sugerencia de su agente, que creía que no todo el mundo correctamente "O'Mahony".
La primera actuación televisiva de Allen llegó en 1959 con el show de la BBC.New Faces A principios de los años 1960 presentó shows musicales, y llevó a cabo giras con Adam Faith y Helen Shapiro, y a comienzos de 1963 participó en la primera gira de The Beatles. En 1962 viajó a Sudáfrica con la estrella de vodevil Sophie Tucker, que le sugirió probar suerte trabajando en Australia. Mudado a dicho país, trabajó en la televisión con Digby Wolfe como humorista.
De gira en Australia en 1963, aceptó una oferta para presentar un talk show televisivo de Nine Network, Tonight with Dave Allen, el cual fue un éxito. Sin embargo, solo seis meses después fue vetado, a pesar de su gran popularidad, a causa de un desencuentro con su productor ante las cámaras.
Allen volvió al Reino Unido en 1964, actuando para la cadena ITV, con programas como The Blackpool Show y Val Parnell's Sunday Night at the London Palladium, así como para la BBC con el show de Val Doonican. En 1967 presentó una serie propia, Tonight with Dave Allen, producida por Associated Television, por la que recibió el premio a la personalidad del año concedido por Variety, the Children's Charity.
Contratado por la BBC en 1968, trabajó en The Dave Allen Show, una serie de humor y variedades. Tras ella realizó en 1971–79 Dave Allen at Large. Al mismo tiempo, Allen buscaba papeles teatrales. Así, en 1972 fue un doctor en una representación en el Royal Court Theatre de la obra de Edna O'Brien A Pagan Place. Con Maggie Smith liderando el reparto, actuó con una representación de Peter Pan y Wendy en 1973 y 1974. Allen encarnó a George Darling y al Capitán Garfio en dicha obra en el London Coliseum.
Allen fue también un comentarista social, interviniendo en varios documentales televisivos de ITV, el primero de ellos Dave Allen in the Melting Pot (1969), tocando temas como el racismo y las drogas en la ciudad de Nueva York. Posteriores programas fueron Dave Allen in Search of the Great English Eccentric (1974) y Eccentrics at Play (1974).
La sátira que hizo Allen de la práctica religiosa, en especial de la católica, en los episodios de Dave Allen at Large, causó una controversia menor que, junto a otros temas, le dieron una reputación atrevida. En 1977, la emisora irlandesa RTÉ censuró a Allen, aunque apareció entrevistado en The Late Late por Gay Byrne.
La serie final de Allen para la BBC en 1990 fue controvertida por un chiste que llevó a una pregunta parlamentaria del político Robert Hayward acerca del "lenguaje ofensivo" en las emisiones de radiotelevisión. En 1993, Allen volvió a ITV con Dave Allen Show, que fue su última producción televisiva regular.
En reconocimiento a su trayectoria artística, en 1996 fue premiado con un British Comedy Award.

### Vida personal
Allen se casó con la actriz inglesa Judith Stott en 1964. Tuvieron una hija, Jane (nacida en 1965), y un hijo, Edward James Tynan O'Mahony (1968), que más adelante fue humorista con el nombre de Ed Allen. El matrimonio acabó en divorcio en 1983.
En 1986, Allen empezó una relación con Karin Stark, con la que se casó en 2003. Tuvieron un hijo, Cullen, nacido tres semanas después de la muerte de su padre.
Dave Allen falleció el 10 de marzo de 2005, a los 68 años de edad, mientras dormía en su domicilio en Londres, a causa de un síndrome de arritmia súbita mortal. Le sobrevivieron su esposa y sus hijos.